# 3575 Anyuta
3575 Anyuta eller 1984 DU2 är en asteroid i huvudbältet som upptäcktes den 26 februari 1984 av den rysk-sovjetiske astronomen Nikolaj Tjernych vid Krims astrofysiska observatorium på Krim. Den har fått sitt namn efter fallskärmshopparen Anna (Anjuta) Sjisjmareva.
Asteroiden har en diameter på ungefär elva kilometer.